# Nymphopsis varipes
Nymphopsis varipes là một loài nhện biển trong họ Ammotheidae. Loài này thuộc chi Nymphopsis. Nymphopsis varipes được miêu tả khoa học năm 1962 bởi Stock.